# Pauesia gulmargensis
Pauesia gulmargensis är en stekelart som beskrevs av Bhagat 1981. Pauesia gulmargensis ingår i släktet Pauesia och familjen bracksteklar. Inga underarter finns listade i Catalogue of Life.